# Бретеј (Ер)
Бретеј (фр. Breteuil) је насељено место у Француској у региону Горња Нормандија, у департману Ер.
По подацима из 2011. године у општини је живело 3295 становника, а густина насељености је износила 119,99 становника/km².

## Демографија
| 1962. | 1968. | 1975. | 1982. | 1990. | 2011. |
| ----- | ----- | ----- | ----- | ----- | ----- |
| 2.696 | 3.026 | 3.370 | 3.343 | 3.351 | 3.295 |